# Bordeaux (Weinbaugebiet)
| Karte                          | Karte                                             |
| ------------------------------ | ------------------------------------------------- |
| Karte – Weinbaugebiet Bordeaux |                                                   |
| Daten                          |                                                   |
| Weinbaugebiet:                 | Bordeaux                                          |
| Land:                          | Frankreich                                        |
| Weinbau seit:                  | ca. 2. Jahrhundert (römische Zeit – nicht belegt) |
| Fläche:                        | > 110.800 Hektar im Jahr 2019                     |
| Produktion:                    | ca. 5,0 Mio. Hektoliter (2019)                    |
| Anteil Qualitätswein:          | > 75 %                                            |

Das Weinbaugebiet Bordeaux, auf Französisch Bordelais, ist das größte zusammenhängende Anbaugebiet der Welt für Qualitätswein. Es gibt etwa 3000 Château genannte Weingüter, die die weltberühmten Weine erzeugen. Ein differenziertes System subregionaler und kommunaler Appellationen und Klassifikationen schafft unter ihnen eine qualitative Hierarchie. Die einzelnen Lagen spielen demgegenüber eine untergeordnete Rolle. Ihre Stelle nimmt das Château ein, zu dem sie gehören.
Typisch sind die trockenen, langlebigen Rotweine, die im Médoc fruchtiger und in Saint-Émilion und Pomerol sanfter und voller ausfallen. Knapp 20 % der Produktion entfällt auf Weißwein. Dessen Spitze stellen die edelsüßen Sauternes und Barsac dar. Die charaktervollsten trockenen Weißweine stammen aus dem Bereich Graves südöstlich von Bordeaux. Seit 1991 gibt es auch eine Appellation für Schaumwein, den Crémant de Bordeaux.
Im Jahr 2019 wurden von 5660 Winzern auf 110.800 Hektar Anbaufläche insgesamt 5 Millionen Hektoliter Qualitätswein erzeugt. Von der gesamten Anbaufläche sind 25000 Hektar einem geprüften biologischen Anbau ohne chemische Dünger- und Pflanzenschutzmittel gewidmet.

## Geografie, Boden und Klima
Das Weinbaugebiet von Bordeaux umfasst die für den Qualitätsweinbau geeigneten Lagen des in Südwestfrankreich gelegenen Départements Gironde. Es liegt im Mündungsgebiet der Flüsse Garonne und Dordogne auf dem 45. nördlichen Breitengrad. Die Region lässt sich in fünf deutlich unterschiedliche Gebiete einteilen:
- Das Médoc beginnt nördlich von Bordeaux und zieht sich über 70 km auf dem linken Ufer der Gironde.
- Die Graves beginnen südlich von Bordeaux und nehmen das südliche Ufer der Garonne ein.
- Das Entre-Deux-Mers ist das Hügelland zwischen Garonne und Dordogne.
- Das Libournais bezeichnet die Umgebung der Stadt Libourne auf dem rechten Ufer der Dordogne.
- Nordwestlich davon liegen Blayais und Bourgeais nördlich des Zusammenflusses von Dordogne und Garonne.

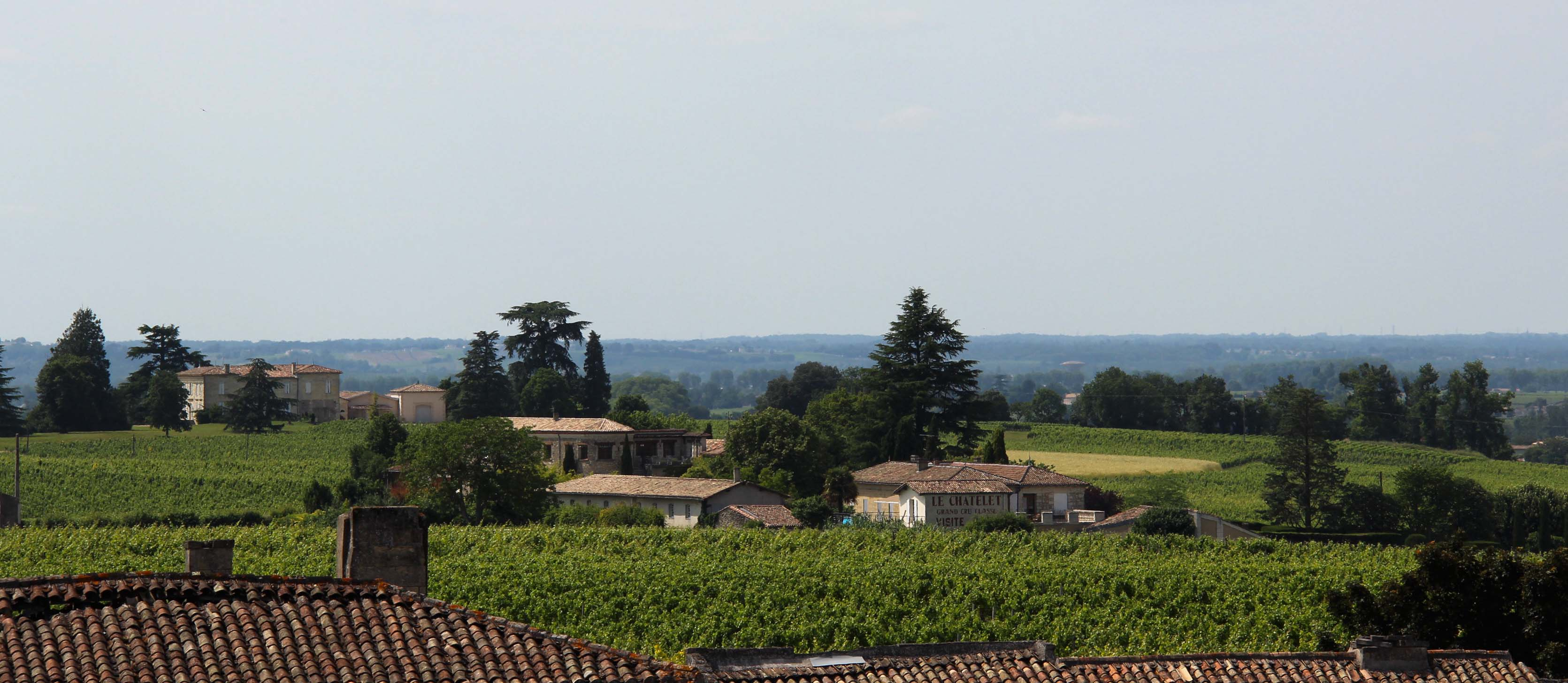
Weinbaugebiet Saint-Émilion im Libournais, auf dem „rechten Ufer“

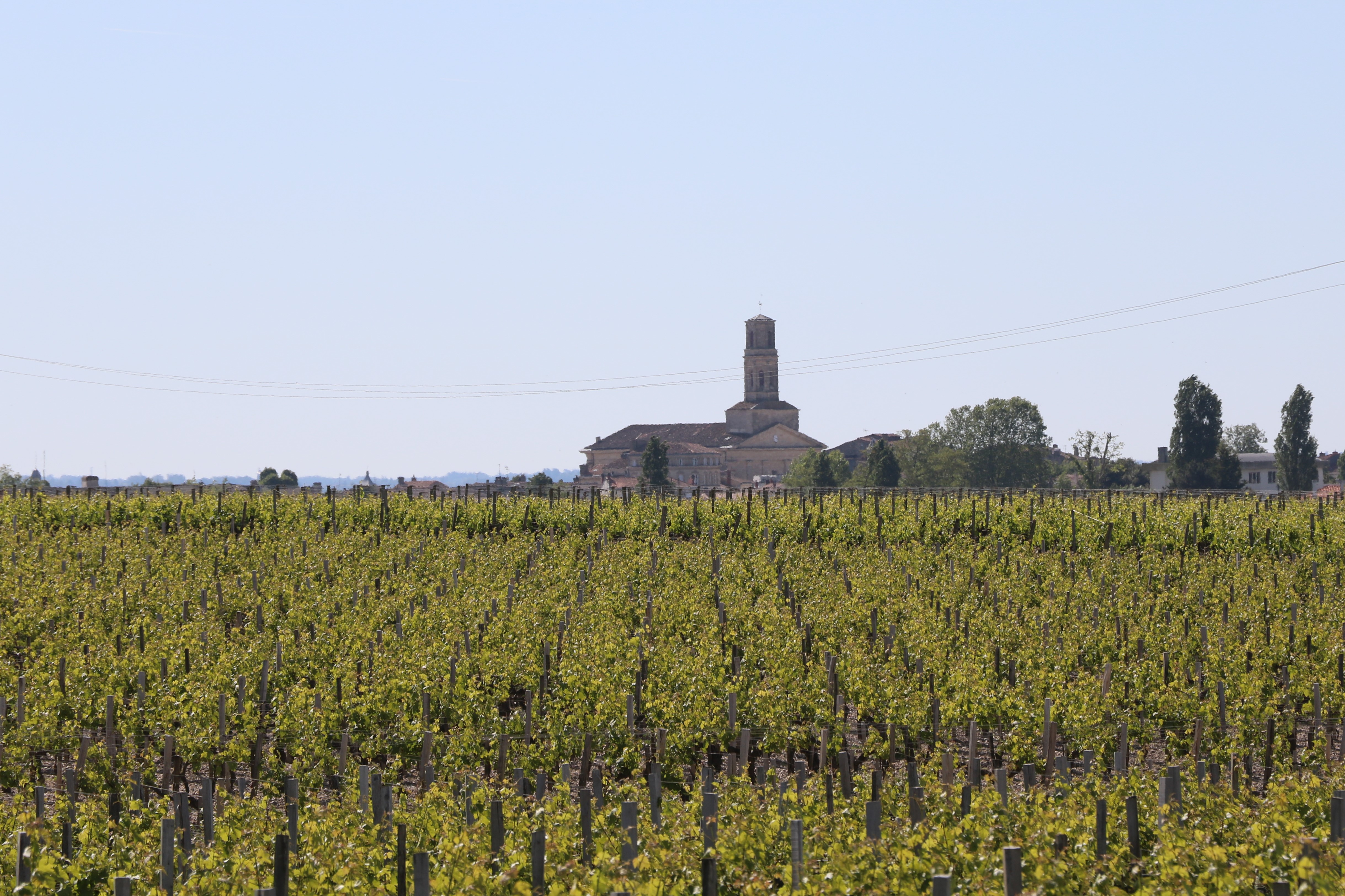
Weinbaugebiet Pauillac im Médoc, auf dem „linken Ufer“

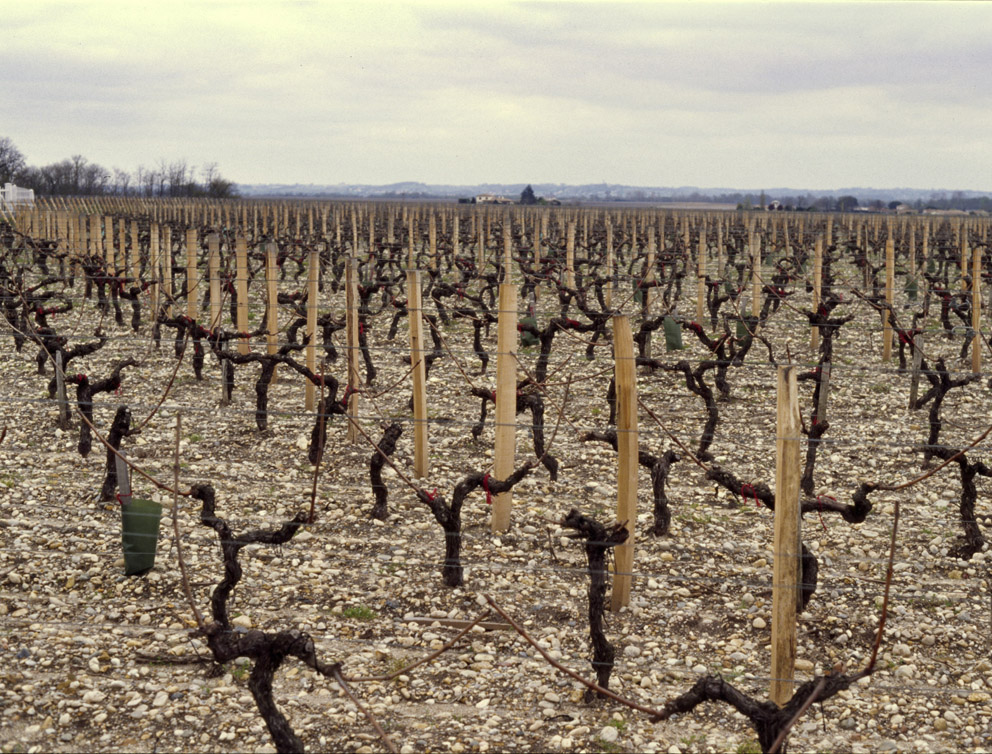
Reben auf der „Grand-Poujeaux“ genannten Kiessandkuppe in Moulis

Zusammenfassend werden Médoc und Graves auch als „Linkes Ufer“ und das Libournais als „Rechtes Ufer“ bezeichnet.
Die Landschaft des Bordelais ruht auf einem riesigen Kalksteinsockel aus dem Tertiär. Dieser tritt allerdings nicht überall zutage, sondern ist zumeist von eiszeitlichen Ablagerungen aus Sand und Kies bedeckt. Sie wurden von den Flüssen Isle, Dordogne und Garonne herangetragen. Im Médoc können sie mehrere Meter dick werden. Diese Kiessandkuppen ermöglichen eine tiefe Einwurzelung der Reben bei hervorragendem Wasserabzug. Auf ihnen wachsen daher die meisten Spitzenweine, die Grands Crus. Die tieferen Böden in unmittelbarer Lage der Flüsse (Palus) sind dagegen für den Qualitätsweinbau ungeeignet. Im Libournais sind die Verhältnisse komplizierter. In Saint-Émilion bietet das Kalkplateau ebenfalls hervorragende Bedingungen für die Reben. Andere Spitzengewächse wachsen dort auf Molasse, im benachbarten Pomerol teilweise auf Kiessand, aber auch auf Lehmböden. Bemerkenswerterweise gibt es auch einige Spitzenweine, die auf durchfeuchteten Böden stehen. Dies trifft für einige Châteaus von Pomerol, Graves und Sauternes zu.
Der nahe Atlantik sorgt für ein mildes, ausgeglichenes Klima ohne extreme Temperaturschwankungen. Die großen Wasserläufe und das ausgedehnte Waldgebiet der Landes üben zusätzlich eine ausgleichende Funktion aus. Die unterschiedlichen Standorte (Hanglage und Geländebeschaffenheit) allerdings schaffen viele Bereiche mit eigenem Mikroklima.
Charakteristisch sind in der Regel frostfreie Winter, feuchte Frühjahrsmonate und sonnige Sommer von Juli bis Oktober. Die mittlere Sonnenscheindauer pro Jahr beträgt ca. 2.000 Stunden bei einer Niederschlagsmenge von ca. 900 mm. Das Wetter variiert jedoch von Jahr zu Jahr sehr stark, so dass die Qualität der Jahrgänge sehr unterschiedlich ausfällt. Damit ein großer Jahrgang entstehen kann, müssen in der Vegetationsperiode vom 1. April bis zum 30. September folgende Voraussetzungen erfüllt werden:
- Summe der Durchschnittstemperaturen mindestens 3100 °C
- Mindestens 15 Hitzetage (Maximaltemperatur über 30 °C)
- Niederschlagsmenge zwischen 250 und 350 mm
- Mindestens 1250 Stunden Sonnenscheindauer.

Da sich die Weinlese häufig bis weit in den Herbst hineinzieht, spielt auch das Wetter im Oktober noch eine wichtige Rolle für die Qualität eines Jahrgangs. Seit dem Jahr 2017 wird die Region von Spätfrösten im Frühjahr heimgesucht. Durch die Veränderung der Vegetationsperiode in Folge der Klimaveränderung treiben die Weinstöcke früher aus und sind somit dem erhöhten Risiko des Spätfrosts mit entsprechenden Frostschäden ausgesetzt.

## Rebsorten
89 % der Rebfläche sind mit roten Rebsorten, 11 % mit weißen Rebsorten bestockt. Bordeaux-Weine sind typischerweise Cuvées mehrerer einzeln vinifizierter Parzellen und Rebsorten. Die kunstvolle Assemblage der verschiedenen Partien dient dazu, den spezifischen Charakter des Terroirs und den Weinstil des Châteaus hervorzuheben. In aller Regel sind es mindestens zwei Rebsorten mit variierender Zusammensetzung je nach Witterungsverlauf eines Jahres, oft auch drei bis fünf, die in einen Wein eingehen. Die Rebsorten werden auf dem Etikett eines Bordeaux zwar niemals genannt, dennoch verdankt der Wein seinen Ruf nicht zuletzt dem nahezu ausschließlichen Anbau von Sorten mit hohem Qualitätspotenzial.

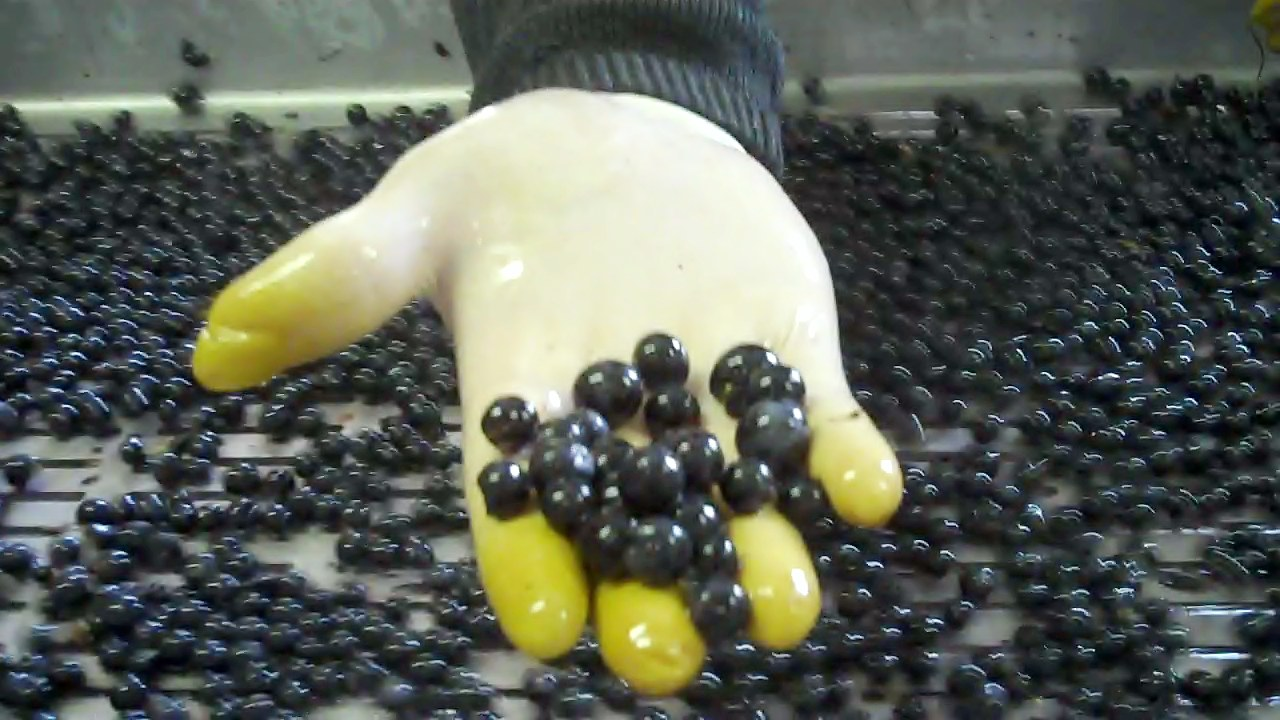
Merlot-Beeren auf dem Sortiertisch von Château Kirwan

Der Rotwein von Bordeaux wird vorwiegend aus zwei Rebsorten gewonnen: Merlot (66 %) und Cabernet Sauvignon (22 %); Stand 2019. Eine Nebenrolle spielen Cabernet Franc (9 %), Petit Verdot und Malbec. Die Carménère, von der die Cabernet-Sorten und der Merlot vermutlich abstammen, ist hingegen nach der Reblauskrise weitgehend verschwunden. Meistangebaute weiße Sorte ist der Sémillon (46 %), der diese Position seiner hervorragenden Eignung zur Erzeugung edelsüßer Weine verdankt. Trockener Weißwein wird vorwiegend aus Sauvignon Blanc (46 %) gekeltert, es gibt aber auch Cuvées, in denen der Sémillon dominiert. Daneben spielen noch Muscadelle, Ugni Blanc und Colombard eine Rolle, in Spitzengewächsen allerdings nur die erstgenannte dieser drei Sorten.
Seit 2021 sind sechs neue Rebsorten zugelassen worden, um für die Folgen der globalen Erwärmung im Weinbau gerüstet zu sein. Die Winzer dürfen im Bordeaux bis zu fünf Prozent der Anbaufläche (5000 Hektar) mit den neuen Rebsorten bepflanzen. Ab 2023 wird dem Aspekt des Integrierten Pflanzenschutzes stärker Rechnung getragen. Die pilzwiderstandsfähigen Sorten Souvignier Gris, Sauvignac, Floréal und Vidoc dürfen nach vorheriger Registrierung maximal 5 Prozent Anbaufläche einnehmen. Im Wein darf der Anteil dieser Sorten nicht höher als 10 Prozent liegen.

## Appellationen

### Hierarchie der Appellation
In Bordeaux gibt es ein stark ausdifferenziertes System von über 50 Appellationen (AOC; Appellation d’Origine Contrôlée ist ein Schutzsiegel für die kontrollierte Herkunft). Etwas vergröbert lassen sich drei Stufen unterscheiden, die eine deutliche Hierarchie zum Ausdruck bringen. Dabei gilt die folgende Regel: Je kleiner das Gebiet ist, auf das sich die Appellation bezieht, desto höher sind Qualität, Ansehen und Preisniveau der jeweiligen Weine.
- Die regionalen Appellationen Bordeaux und Bordeaux Supérieur gelten für das gesamte Département Gironde und bilden mit rund 57 % der Gesamtproduktion die Basis.
- Darüber stehen die subregionalen Appellationen, die jeweils nur Teilbereiche des Gebietes umfassen: Médoc für Rotweine des gesamten Médoc, Haut-Médoc für den höher gelegenen südlichen Teil, Graves für Rot- und Weißweine des Bereiches südlich von Garonne und Bordeaux, Entre-Deux-Mers für trockene Weißweine und schließlich die überwiegend auf dem rechten Ufer der Dordogne gelegenen Côtes de Bordeaux: Côtes de Bourg, Côtes de Blaye, Premières Côtes de Bordeaux, Côtes de Bordeaux-Saint-Macaire, Côtes de Castillon und Côtes-de-Francs. Sie stehen für gut 27 % der Bordeauxweine.
- Die Spitze bilden die kommunalen Appellationen, die sich jeweils nur auf eine einzige oder wenige benachbarte Gemeinden beziehen. Aus diesen stammen auch die berühmtesten und teuersten Weine. Ausschließlich für Rotwein gelten Margaux, Moulis, Listrac, Saint-Julien, Pauillac, Saint-Estèphe im Médoc sowie Saint-Émilion (Saint-Émilion und Saint-Émilion Grand Cru) und Pomerol mit ihren „Satelliten“ Montagne-Saint-Émilion, Lussac-Saint-Émilion, Puisseguin-Saint-Émilion, Saint-Georges-Saint-Émilion, Lalande-de-Pomerol, Fronsac und Canon-Fronsac im Libournais. In Pessac-Léognan unmittelbar südlich von Bordeaux werden Rot- und Weißwein erzeugt, während Sauternes, Barsac und Cérons südlich der Garonne sowie Cadillac, Loupiac, Sainte-Croix-du-Mont und Sainte-Foy-Bordeaux nördlich des Flusses für edelsüße Weißweine gelten. Auf die kommunalen Appellationen entfallen knapp 16 % der Gesamtproduktion.

Bei den kommunalen Appellationen ist es keine Pflicht, dass alle Weinberge auf dem Gebiet der jeweiligen Gemeinde stehen. Es dürfen auch Trauben benachbarter, aber gleichwertiger Gemeinden verwendet werden. Der Wein darf aber stets nur unter dem Namen einer Appellation verkauft werden. So besitzen Güter aus Pauillac auch Weinberge in der Nachbargemeinde Saint-Julien. Prinzipiell darf Wein aus einer ausgezeichneten Gemeinde natürlich auch unter einer subregionalen Appellation oder als „Bordeaux“ verkauft werden. Aufgrund des höheren Marktwertes wird jeder Winzer seinen Wein jedoch nach Möglichkeit unter der höherrangigen Appellation abfüllen, sofern die strengeren Bedingungen auch erfüllt werden. Das Château d’Arsac produziert daher sowohl einen Margaux als auch einen Haut-Médoc. Letzterer stammt aus den Weinbergen außerhalb des Gebietes der AOC Margaux.
Gilt eine Appellation ausschließlich für Weiß- oder Rotwein, so darf anderer Wein nur unter der für ihn zugelassenen subregionalen oder regionalen Bezeichnung verkauft werden. So sind die roten Weine der Gemeinden Barsac und Sauternes mit ihren edelsüßen Spitzengewächsen lediglich „Graves“, und der sehr hochwertige weiße Pavillon Blanc des berühmten Château Margaux ist sogar nur ein „Bordeaux“.

### Bordeaux und Bordeaux Supérieur
Mehr als die Hälfte der Produktion von Bordeaux entfällt auf die regionalen Appellationen Bordeaux und Bordeaux Supérieur, bei trockenem Weißwein liegt der Anteil sogar über 72 %. Hier sind die formalen Anforderungen am niedrigsten. Zugelassen sind alle für den Qualitätsweinbau geeigneten Lagen des Départements Gironde. Ausgeschlossen sind lediglich feuchte Moorböden und das Überschwemmungsgebiet der Flüsse. Der zugelassene Basisertrag beträgt für weißen Bordeaux 65 Hektoliter pro Hektar, für Rot- und Roséwein 55. Die Pflanzdichte muss seit 1974 lediglich niedrige 2.000 Stöcke je Hektar betragen. Diese Pflanzdichte ermöglicht eine Lenz-Moser-Erziehung der Rebstöcke und somit eine einfache mechanisierte Bearbeitung der Rebfläche.
Als Rebsorten sind für Rotwein Merlot, Cabernet Sauvignon, Cabernet Franc, Carménère, Malbec und Petit Verdot zugelassen. In der Praxis sind nur die ersten drei von Bedeutung, wobei der Merlot den größten Anteil hat. Der Mindestalkoholgehalt muss 10 Vol.-% betragen, wobei der Most einen Zuckergehalt von mindestens 178 g/l aufweisen muss. Die regionale AOC sieht zwei verschiedene Arten von Roséwein vor. Neben dem klassischen Bordeaux Rosé gibt es als regionale Spezialität den Bordeaux Clairet, einen hellroten, leichten Rotwein.
Für Weißwein sind Sémillon, Sauvignon Blanc und Muscadelle als Hauptrebsorten sowie Merlot Blanc, Colombard, Mauzac, Ondenc und Ugni Blanc als komplementäre Sorten mit einem Maximalanteil von 30 % erlaubt. Im trockenen Weißwein dominiert zumeist der Sauvignon, die komplementären Sorten spielen heute kaum noch eine Rolle. Beträgt der Restzuckergehalt weniger als 4 g/l, so ist der Zusatz Sec obligatorisch. Die Produktion von weißem Bordeaux AOC ist seit Mitte der 1970er Jahre im Rückgang begriffen, die Menge sank von 783.000 hl im Jahr 1992 auf 400.700 hl im Jahr 2002. Dagegen stieg im gleichen Zeitraum die Rotweinerzeugung von 2,6 auf rund 2,85 Millionen Hektoliter.
Formal höheren Anforderungen muss der Bordeaux supérieur genügen. Faktisch wird die Appellation vor allem für kräftige, lagerfähige Rotweine verwendet, während roter Bordeaux AOC eher fruchtbetont und jung zu trinken ist. Der Basisertrag ist auf 40 hl/ha festgelegt, dazu kommen dann die jahrgangsabhängigen Zuschläge. Der Mindestalkoholgehalt des Rotweines muss 10,5 Vol.-% betragen, Weißwein sogar 11,5 Vol.-% aufweisen bei mindestens 212 g/l Zuckergehalt des Mostes. Weißer Bordeaux supérieur ist ein Wein mit unvergorenem Restzuckergehalt, wird allerdings nur noch auf ca. 50 Hektar (Stand 2003) produziert.
Der regionalen Appellation zuzurechnen sind auch die unter den Bezeichnungen Bordeaux Haut-Benauge (nur für Weißwein) und Bordeaux Côtes de Francs (für Weiß- und Rotwein) vermarkteten Weine. Sie dürfen nur in den jeweils dafür zugelassenen Gemeinden erzeugt werden. Das Haut-Benauge liegt im südlichen Teil des Entre-Deux-Mers, östlich der Premières Côtes. In Abgrenzung zum Entre-Deux-Mers Haut-Benauge muss der Bordeaux Haut-Benauge ein höheres Mostgewicht besitzen und nicht trocken ausgebaut sein. Die Bedeutung in der Praxis ist allerdings gering.
Eine nennenswerte Produktionsmenge weisen dagegen die Côtes de Francs auf. Das relativ kleine Gebiet (536 ha) liegt im Osten des Libournais an der Grenze zum Département Dordogne. Hier sind die Anforderungen mit Ertragsgrenzen von 50 hl/ha und Mindestalkoholgehalt von 11 Vol.-% für Rotwein höher. Für trockenen Weißwein müssen sogar 11,5 Vol.-% erreicht werden, und auch süße Weißweine sind in der Appellation vorgesehen. Die Produktion konzentriert sich allerdings auf Rotweine, von denen 2002 22.781 hl erzeugt wurden, während dem nur 284 hl Weißwein gegenüberstehen.

### Das Libournais
Das Gebiet von Libournais umfasst einen Großteil der sogenannten rechten Bank. Die Weinberge des Libournais werden von zwei Flüssen, Isle und Barbanne, durchquert.
Libournais appelation
- Saint-Emilion AOC[9]
- Saint-Emilion Grand Cru AOC
- Montagne-Saint-Emilion AOC
- Puisseguin-Saint-Emilion AOC
- Lussac-Saint-Emilion AOC
- Saint-Georges-Saint-Emilion AOC
- Pomerol AOC
- Lalande-de-Pomerol AOC
- Canon-Fronsac AOC
- Fronsac AOC
- Castillon – Côtes-de-Bordeaux AOC
- Francs – Côtes-de-Bordeaux AOC

## Bordeaux-Weine und ihr Verkauf

### Marken- und Château-Weine

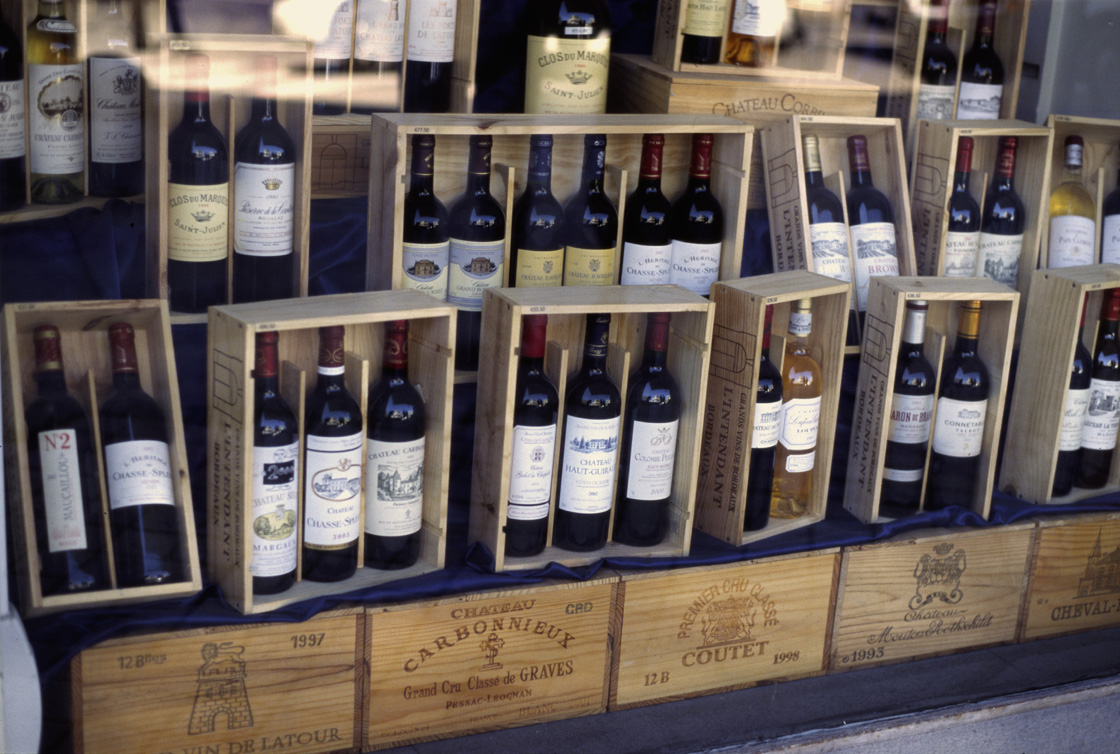
Château-Weine im Schaufenster einer Weinhandlung in Bordeaux

Grundsätzlich gibt es zwei Sorten Weine in Bordeaux: Marken- und Gutsweine (Château-Weine). Markenweine werden von Weinhändlern aus für passend befundenen Partien Fasswein zusammengestellt. 2019 gab es 77 Weinkommissionäre, französisch courtiers, die hierbei eine bedeutende Rolle spielen. Das Ziel dabei ist, einer breiten Kundschaft eine für die jeweilige Appellation repräsentative, qualitativ zuverlässige Cuvée anzubieten. Bekannte Marken sind Mouton-Cadet oder Michel Lynch. Ferner fallen in diese Kategorie die meisten Weine der Genossenschaften, etwa La Rose Pauillac, Marquis de Saint-Estèphe oder Grand Listrac.
Château-Weine stammen dagegen aus Trauben eines einzigen Gutsbesitzes. Das Château muss kein (Schloss-)Gebäude besitzen, seine Bezeichnung muss sich aber wenigstens aus einem Flurnamen herleiten. Bereitet werden kann der Wein auch in einem benachbarten Gut oder in einer Genossenschaftskellerei. Der Ruf des Châteaus spielt bei der Beurteilung eines Bordeauxweines eine ebenso große Rolle wie die Appellation, aus der er stammt. Eine wichtige Verkaufsvereinigung ist die für die Grand Crus zuständige Union des Grands Crus de Bordeaux.

### Crus und ihre Hierarchie
Ein Château erzeugt einen einzigen repräsentativen Wein, den Grand Vin. Dieser bildet den Cru, das Gewächs. Diese französische Bezeichnung, die in anderen Regionen für die Einzellage steht, ist in Bordeaux auf das Château selbst übergegangen. Die relative Homogenität der Terroirs innerhalb der Appellationen – verglichen etwa mit den extrem kleinteiligen Climats des Burgund – verhinderte die Ausdifferenzierung verschiedener Lagen. Dazu kommt, dass die besten Parzellen teilweise seit Jahrhunderten in demselben Besitz sind. Partien, die den Ansprüchen des Erzeugers nicht genügen, werden als Zweitwein unter einem anderen Etikett vermarktet. Manche Châteaus erzeugen sogar Drittweine.

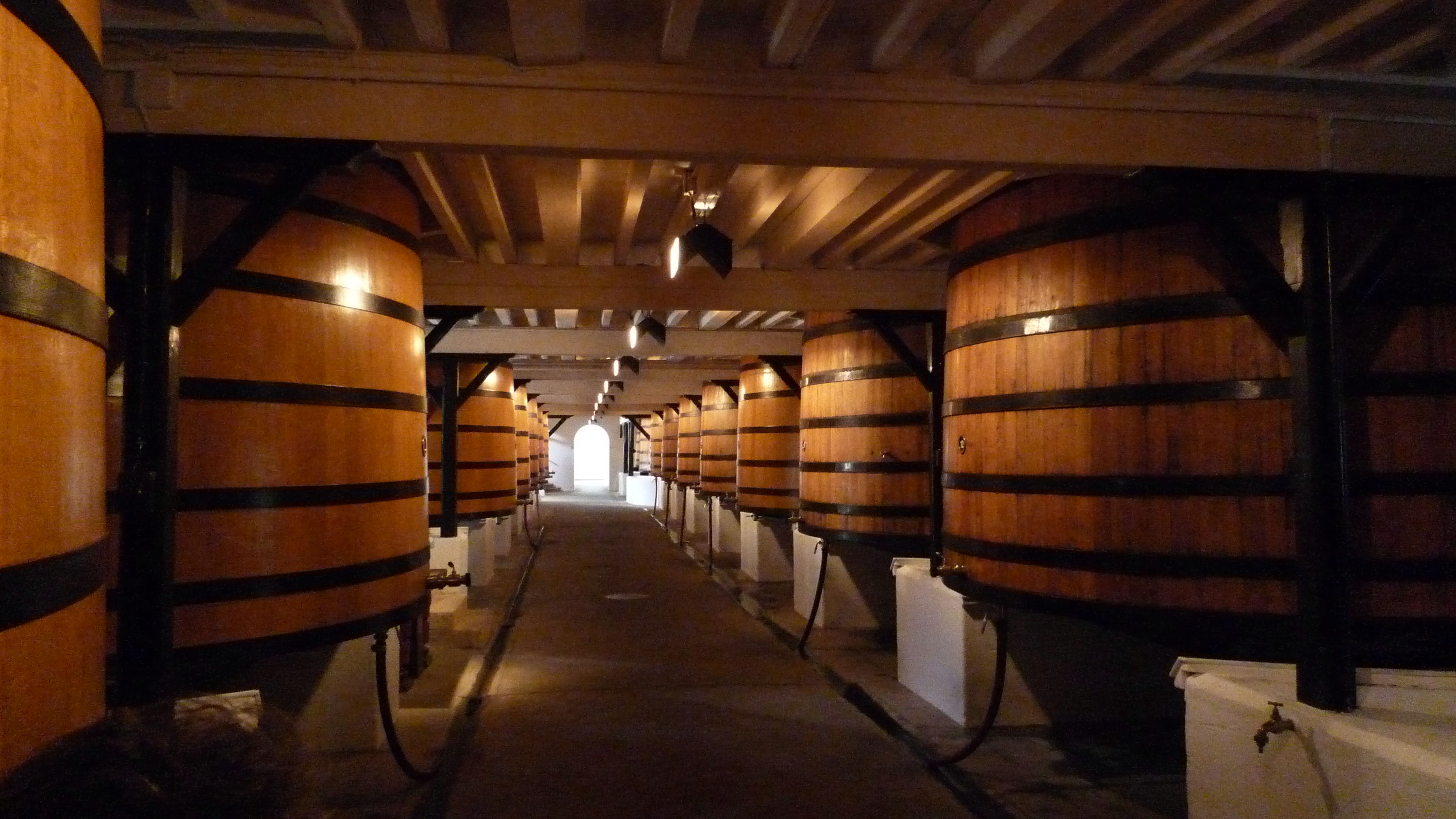
Eichenbottiche im Gärkeller des Château Mouton-Rothschild in Pauillac (Premier Grand Cru Classé)

Die systematische Anlage der großen Médoc-Châteaus als Wirtschaftsbetriebe und die allgemeine Ausrichtung von Bordeaux auf Exportmärkte ließen die Weine schon früh zu internationalen Markenartikeln werden. Schnell bildeten sich aufgrund der unterschiedlichen Qualitäten und Marktwerte inoffizielle Hierarchien unter den Weinen. Im Jahr 1855 wurde dann anhand langjährig erzielter Verkaufspreise eine offizielle Klassifikation der Rotweine des Médoc und der Süßweine von Barsac-Sauternes erstellt. Ursprünglich war vorgesehen, diese Einteilung in Abständen zu überprüfen und zu erweitern. Tatsächlich gab es aber seither nur eine einzige Revision, den Aufstieg von Château Mouton-Rothschild von der zweiten in die erste Klasse im Jahr 1973. 1955 erfolgte die erste Klassifikation der Güter von Saint-Émilion, die als einzige regelmäßig überprüft wird. 1959 wurden auch die Rot- und Weißweine der Region Graves klassifiziert. Somit bleibt Pomerol die einzige Spitzen-Appellation ohne Klassifikation. Die klassifizierten Château-Weine dürfen sich mit dem Prädikat Grand Cru Classé (Großes Gewächs) schmücken. (Details hierzu siehe Klassifikation der Bordeaux-Weine)
Im Médoc gibt es mit den Crus Bourgeois (Bürgerliche Gewächse) eine weitere Klasse, die seit 2003 wiederum in Crus Bourgeois Exceptionnels, Crus Bourgeois Supérieurs und Crus Bourgeois gegliedert ist. Schließlich folgen noch die Crus Artisans, eine seit 150 Jahren existierende Bezeichnung, die seit 1989 von einer Erzeugergemeinschaft wiederbelebt wurde.
Prädikate wie „Grand Cru Classé“ oder „Cru Bourgeois“ sind bares Geld wert, denn der Verkaufspreis des Weines steigt dadurch – vor allem auf dem Inlandsmarkt – um bis zu 30 %. Vor diesem Hintergrund ist es verständlich, dass ausgeschlossene bzw. herabgestufte Châteaus vor die Verwaltungsgerichte zogen. Im Jahr 2007 haben sie sowohl die Klassifizierung der Crus Bourgeois als auch die Revision derjenigen von Saint-Émilion zu Fall gebracht.
Die Klassifikationen markieren zwar die Oberklasse von Bordeaux, können aber keineswegs als alleiniges Kriterium für Spitzenweine gelten. Güter, die zu klein oder qualitativ in der Krise waren, fanden 1855 keine Berücksichtigung. Zahlreiche Crus Bourgeois stehen den Crus Classés heute an Qualität und Konstanz kaum nach. Dasselbe trifft auf manche Zweitweine führender Güter zu. Definitiv durcheinandergewirbelt wurde die Hierarchie durch die in den 1990er Jahren aufgekommenen Garagenweine. Sie zeichnen sich typischerweise durch hohe Konzentration aus, zum einen durch starke Selektion des Traubengutes, zum anderen durch extremen Einsatz neuer Barriquefässer. Der Terroirgedanke gerät dabei in den Hintergrund. Ob sich diese häufig durch starkes Medieninteresse und spekulative Preissprünge gekennzeichneten Gewächse dauerhaft in der Spitzengruppe etablieren können, muss die Zukunft zeigen.
Auf die Grands Crus und die ihnen gleichgestellten Gewächse konzentriert sich zwar die Aufmerksamkeit der Weinwelt, auf sie entfallen jedoch nur geschätzte 4,5 % der Produktion von Bordeaux. Weitere 5 % erzeugen die Crus Bourgeois des Médoc.

### Weinhandel

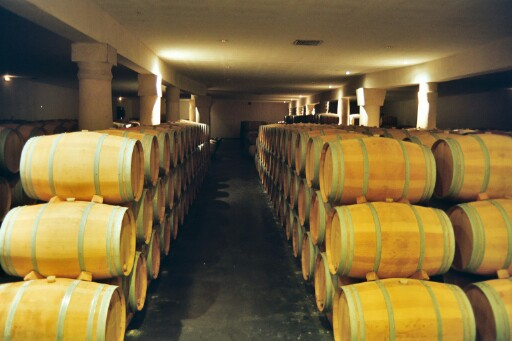
Fasskeller

Bordeaux produzierte von jeher überwiegend für den nationalen Markt und Exportmärkte. Die großen Produktionsmengen der Châteaus verlangen ein leistungsfähiges Vertriebssystem. Dies stellen die zumeist in Bordeaux oder Libourne ansässigen Weinhändler (Négociants). Zwischen ihnen und den Châteaus vermitteln wiederum Makler (Courtiers). Der heutige Markt für Bordeauxwein teilt sich in drei Segmente:
- Der traditionelle Flaschenabsatz über Wein- und Lebensmittelfachhandel, Versandhandel und zunehmend (gerade auch in Frankreich selbst) über Verbrauchermärkte ist der wichtigste Absatzkanal. Selbst Großabnehmer wie Handelsketten beziehen ihre Flaschen dabei überwiegend von den Négociants in Bordeaux und nicht direkt von den Erzeugern. Der Direktverkauf an Endkunden spielt für die Châteaus in der Regel nur eine untergeordnete Rolle. Die berühmtesten Weine, die Grands Crus, werden sehr selten nur ab Château verkauft, und dann nicht selten zu „touristischen“, überhöhten Preisen.
- Der Verkauf per Subskription hat sich seit den 1980er Jahren zum Hauptvertriebsweg für die Grands Crus entwickelt.[12] Sie verkaufen mitunter ihren kompletten Jahrgang im auf die Lese folgenden Frühjahr an die Négociants. Der Wein ist dann noch im Fass und wird erst nach der Abfüllung über ein Jahr später ausgeliefert, die Erzeuger bekommen jedoch sofort Geld in die Kasse. Die Händler bieten ihren Kunden wiederum die Möglichkeit zur Subskription an. Diese empfiehlt sich vor allem bei kleineren Châteaus, die später im Handel kaum zu finden sind, und zum Bezug von Flaschen-Sonderformaten. Der Preisvorteil gegenüber dem Kauf nach Abfüllung hat sich hingegen in den letzten Jahren weitgehend eingeebnet.
- Bereits seit zwei Jahrhunderten existiert ein Sekundärmarkt für ältere Bordeauxweine. Da die großen Châteaus in der Regel mehrere hunderttausend Flaschen pro Jahr erzeugen, ist dieser Markt liquide und transparent. Der Kauf in Auktionen kann sogar erheblich günstiger sein als die Subskription und bietet die Möglichkeit, den Keller mit herangereiften Bordeauxweinen zu füllen. Ältere Weine unterliegen zudem in geringerem Maße der Spekulation.

### Preiszyklen
Die Preise der jeweils neu auf den Markt kommenden großen Bordeauxweine unterliegen von Jahrgang zu Jahrgang vergleichsweise starken Schwankungen. Diese entstehen zum einen auf der Angebotsseite, da die Qualität der Jahrgänge und die Produktionsmengen sehr unterschiedlich ausfallen können. Dazu kommen die Bewegungen auf der Nachfrageseite. Die Bordeaux-Notierungen spiegeln ebenso die Konjunktur wider wie die Fluktuationen des Dollarkurses. So gab es im Zuge der Dollarhaussen 1983 bis 1985 und 1997 bis 2000 starke Steigerungen, während die Rezessionen 1990 und 2001 die Preise fallen ließen. Dazu kommen spekulative, teilweise durch überschwängliche Berichterstattung angefachte Bewegungen wie beim Jahrgang 2000. Auch die ab Mitte 2006 stattfindende Subskription für den Jahrgang 2005 zeigte für die berühmten Top-Châteaus enorme Ausschläge nach oben – bei einer für die Masse der Erzeuger wirtschaftlich angespannten Marktsituation. Nach einer Beruhigung in den nachfolgenden Jahren dürfte der 2009er neue Preisrekorde bringen. Darauf deutet zumindest die jüngste Entwicklung des internationalen Weinpreisindex Liv-ex 100, der von den Spitzenbordeaux dominiert wird, hin. 2022 sanken die Preise für einfache Weine auf unter 700 € pro 900 l Fass, auch Spitzenweine können nicht mehr jeden Preis durchsetzten, Cheval Blanc z. B. musste den Preis pro Flasche von 560 € auf 470 € reduzieren.

## Geschichte
Die Geschichte des Bordeaux demonstriert exemplarisch, dass Spitzenweine nicht zuletzt das Produkt sozioökonomischer Entwicklungen sind. Den roten Faden bilden die Bedeutung der Stadt Bordeaux als Handelsplatz und die Nachfrage Englands nach hochwertigen französischen Weinen.

### Antike und Mittelalter
Bereits in der frührömischen Zeit nahm der Hafen des antiken „Burdigala“ gemäß Strabon eine zentrale Rolle im Weinhandel ein – nicht zuletzt mit dem römischen Britannien. Der Wein selbst stammte jedoch aus dem „Haut Pays“, dem südwestfranzösischen Oberland (→Sud-Ouest). Die ersten Weinberge des Bordelais wurden wohl ab dem Jahr 56 n. Christus mit dem Einsetzen der Pax Romana bis zur Amtszeit von Kaiser Probus gepflanzt. Sowohl Plinius der Ältere als auch Columella berichteten von erfolgreichen Anpflanzungen mit Reben namens Biturica, die aus der spanischen Region Navarra kamen. Diese ersten nicht-mediterranen Rebanlagen der Römer dienten weiterhin der Belieferung von im heutigen England und Irland stationierten Legionen. Mit Sicherheit standen Reben in Saint-Émilion, wo sich eine der Villen des Dichters Ausonius befand.
Nach einem Niedergang in der Völkerwanderungszeit mit dem Einfall der Barbaren und Normannen wurde der Weinbau nur noch in katholischen Gemeinden zur Feier der heiligen Messe aufrechterhalten. Als die Mauren im 8. Jahrhundert Spanien besetzten, ließen sie alle Reben roden und behielten nur noch die Tafeltrauben. In der Folge konnte sich das Weinbaugebiet kurzzeitig als Rotweinlieferant der Städte Córdoba, Sevilla und Valencia etablieren, wodurch sich Weinbau und -handel im Mittelalter wieder belebten. Die Stadt Bordeaux hatte dabei den strategischen Vorteil, über See ungehindert die Märkte Nord- und Westeuropas beliefern zu können. Problematisch war jedoch für die Rotweinregion Bordeaux, dass in Nordeuropa Weißweine begehrter waren. Schiffe, die in La Rochelle Salz luden, hatten dort auch die Möglichkeit, Weißweine des Loire-Gebietes zu laden.
Einen großen Schub erhielt Bordeaux im Jahr 1152: Durch die Heirat von Henry Plantagenet, des späteren Königs Heinrich II. von England, mit Eleonore, der Erbin von Aquitanien, geriet ein großer Teil Westfrankreichs unter britische Herrschaft. Ihr Sohn, der britische König Richard I., hielt häufig in Bordeaux Hof. Sein Bruder und Nachfolger John schloss mit den Bürgern von Bordeaux ein Abkommen, das ihnen als Gegenleistung für die Stellung von Kriegsschiffen Steuervergünstigungen einräumte. Die Rückeroberung von La Rochelle durch den König von Frankreich 1224 brachte Bordeaux schließlich sogar eine Monopolstellung im Weinhandel mit England ein. Im Jahr 1300 bestand die Bordelaiser Weinflotte aus 900 Schiffen. Im Durchschnitt des 14. Jahrhunderts exportierte sie jährlich 800.000 hl Wein, davon stets mindestens die Hälfte nach England. Die Rebfläche von Bordeaux betrug damals schätzungsweise 100.000 Hektar. Der Hundertjährige Krieg brachte 1453 zwar die Rückkehr Aquitaniens zu Frankreich, der französische König bestätigte aber die Privilegien Bordeaux’. Besonders wichtig war das Recht, den Wein des Haut Pays erst auf den Markt zu lassen, wenn der eigene Wein verkauft war. Fasswein war wenig haltbar und diente dem unmittelbaren Konsum. Der Bordeaux war damals eher hellrot. Aus dem französischen Wort „Clairet“ entstand die englische Bezeichnung Claret für Bordeauxwein. Die kräftigeren Weine von Cahors und Gaillac dienten zum Aufbessern des schwächlichen Bordeaux.
Die Privilegien Bordeaux’ (le privilège des vins) wurden in der Folge von den französischen Königen bestätigt:
- Ludwig XI. im Jahr 1462
- Karl VIII. im Oktober 1483
- Ludwig XII. im Juli 1498
- Heinrich II. am 28. Juni 1551
- Karl IX., 1561
- Heinrich III. im Juli 1583
- Heinrich IV. im Oktober 1602
- Ludwig XIII. im Juni 1610
- Ludwig XIV. im September 1643
- Ludwig XV. im Mai 1716

Erst ein Edikt von Ludwig XVI. vom April 1776 sowie ein Gesetz vom 4. August 1789 hoben diese Privilegien auf.

### Neuzeit
Erst gegen Ende des 17. Jahrhunderts wurde entdeckt, wie sich der Fasswein durch Schwefeln haltbar machen ließ. Die Bordelaiser Weinhändler entwickelten schnell die Kunst des Fassausbaus, und die Abfüllung in Flaschen brachte einen weiteren Qualitätssprung. Im 18. Jahrhundert verschob sich die britische Nachfrage zunehmend auf die feineren Weine, während für die Durchschnittsware andere Märkte wie die Niederlande und die Kolonien an Bedeutung gewannen. Als das Médoc trockengelegt und urbar gemacht wurde, zeigte sich sein Potenzial zur Erzeugung feiner Weine, und die Bordelaiser Handelsbourgeoisie investierte dort in eigene große Güter. Ihre Namen schmücken noch heute die Etiketten großer Weine, beispielsweise Ségur (Château Calon-Ségur), Brane (Château Brane-Cantenac) oder Pichon (Château Pichon-Longueville). Der erste Château-Wein im heutigen Sinne war der Haut-Brion, über dessen Genuss bereits 1663 der für sein posthum veröffentlichtes persönliches Tagebuch bekannte britische Marinebeamte Samuel Pepys berichtete. Da der Gutsbesitz in Bordeaux eine bürgerliche Domäne war, überstanden die Güter die Zeit der Französischen Revolution ohne große Enteignungen und Zersplitterungen. Diese Kontinuität ist auch eine Ursache dafür, dass der Begriff der Lage in Bordeaux keine Rolle spielt. Die Lagen wurden stets mit dem Château identifiziert, zu dem sie gehören.

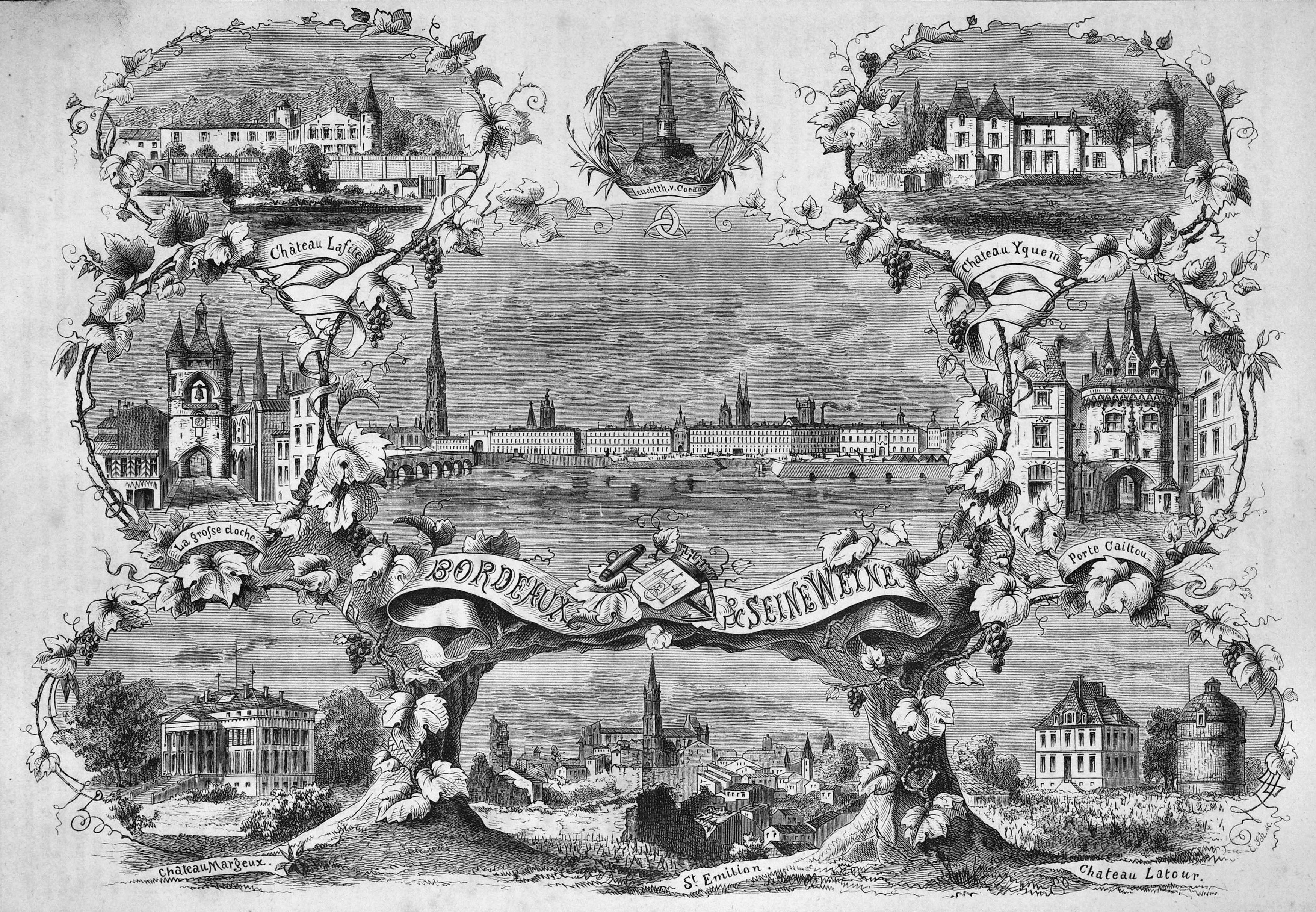
„Bordeaux und seine Weine“ (1869)

Im 19. Jahrhundert erlebte das Bordelais, vor allem das Médoc, seine erste große Blütezeit. Von ihr zeugen die vielen klassizistischen und historistischen Schlossbauten, die in dieser Zeit in den Weingütern errichtet wurden. Einen Höhepunkt markiert die anlässlich der Weltausstellung von 1855 vorgenommene Klassifizierung der Weingüter des Médoc und von Sauternes-Barsac. Sie fixierte die Hierarchie der führenden Châteaus und verlieh ihnen eine weltweite, bis heute nachwirkende Sonderstellung. In den 1860er und 70er Jahren kam es zu einer regelrechten Spekulationswelle um die Weingüter. Baron James Mayer Rothschild, damals reichster Mann Frankreichs, kaufte sich 1868 für die Rekordsumme von 4,4 Mio. Goldfranc das Château Lafite. Ein Ende bereiteten ihr die ab 1870 durch Mehltau und Reblaus verursachten Verheerungen. Gegen den Mehltau wurde recht schnell ein Gegenmittel gefunden, die Bordeauxbrühe. Die Reblaus erforderte dagegen die Neuanlage aller Weinberge mit resistenten Pfropfreben. Mitunter griffen sogar renommierte Châteaus auf Hybridreben zurück. Gegen Ende des 19. Jahrhunderts war der Bordelaiser Weinbau in die Krise geraten.

### 20. Jahrhundert

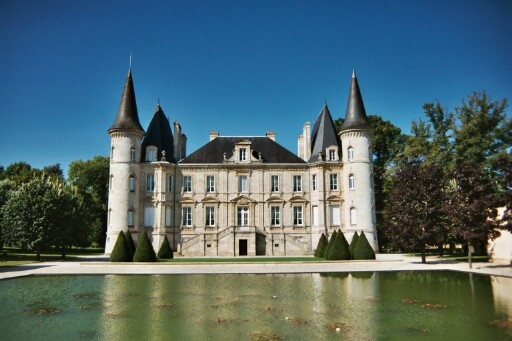
Château Pichon-Longueville-Baron in Pauillac

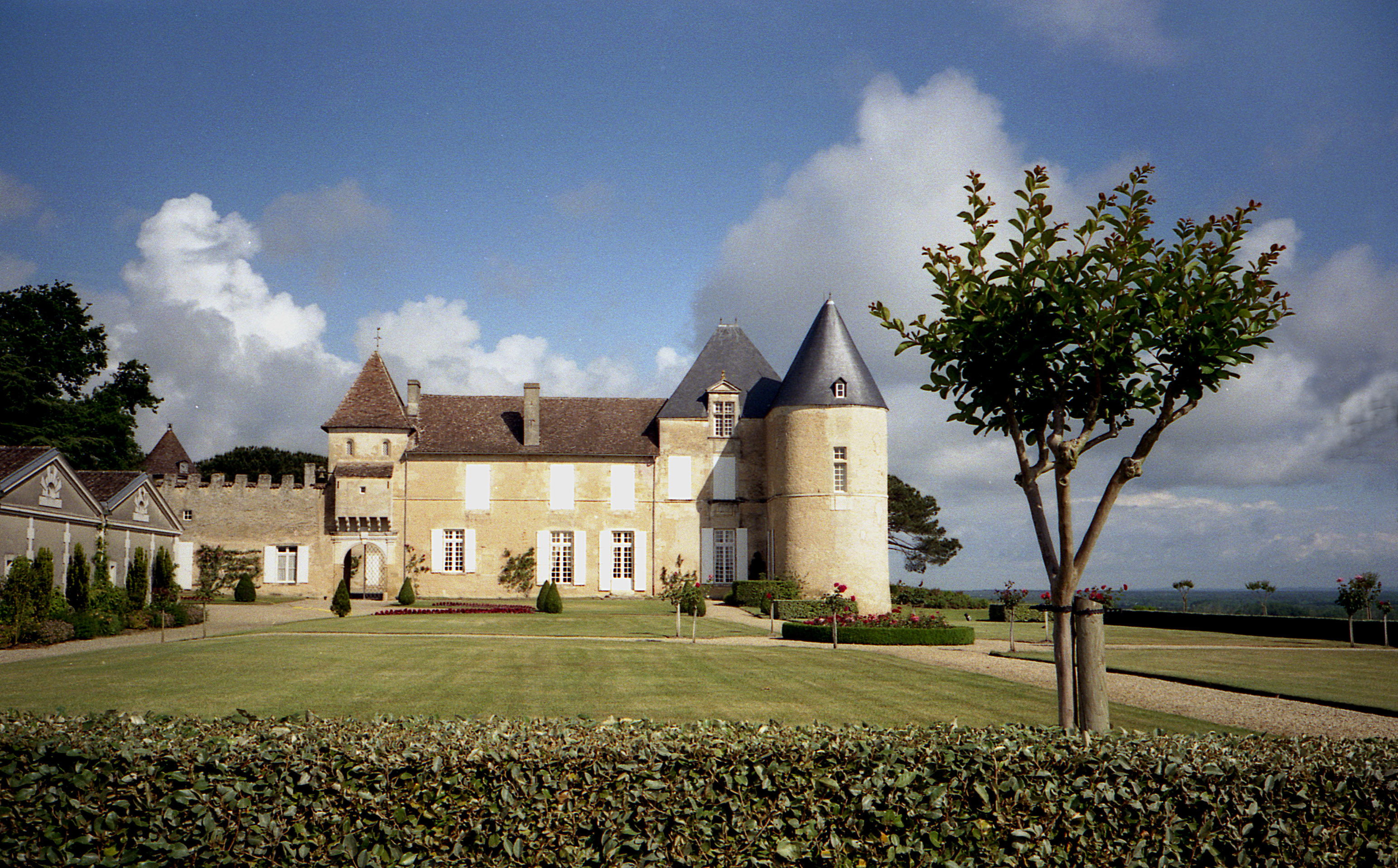
Château d’Yquem in Sauternes

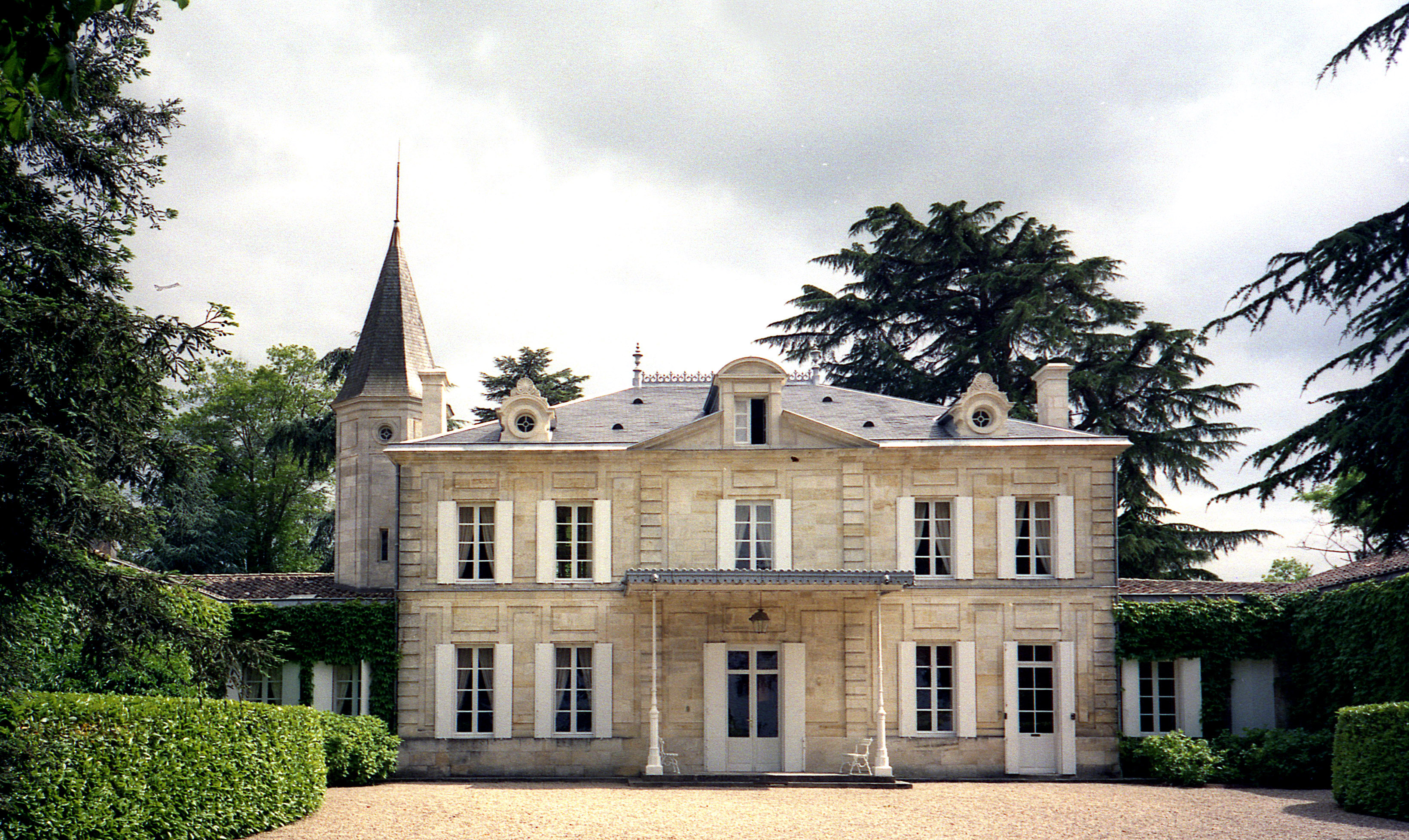
Château Cheval Blanc in Saint-Émilion

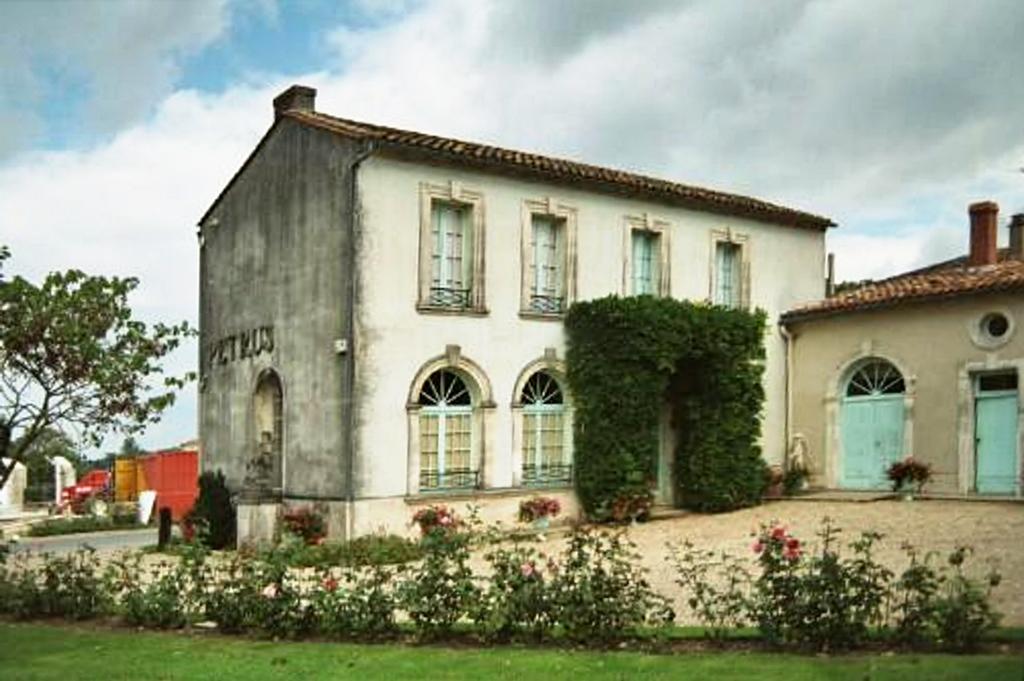
Château Pétrus in Pomerol

Den Ertragsausfällen im Zuge der Reblauskrise und dem Mangel an kraftvollen Weinen, da aus jungen Rebanlagen, begegnete der Bordelaiser Handel teilweise mit zweifelhaften Methoden. Die Panschereien hatten einen starken Preisverfall zur Folge. Um den beschädigten Ruf wiederherzustellen, wurde 1911 ein erstes Gesetz verabschiedet, das die Herkunftsgebiete eingrenzte. Seither muss ein Bordeaux aus dem Département Gironde stammen. Dies wurde dann 1936 mit der Einführung der Appellation d’Origine Contrôlée bestätigt. Die Selbstorganisation der Erzeuger war ein weiterer Schritt. In den 1930er Jahren wurden zahlreiche Winzergenossenschaften gegründet. Auf Betreiben der Handelskammer von Bordeaux wurden die Crus Bourgeois des Médoc 1932 erstmals klassifiziert, sie schlossen sich aber erst 1962 in einer Vereinigung zusammen. Um Qualität und Echtheit seines Weines zu garantieren, beschloss 1924 Baron Philippe de Rothschild (→ Château Mouton-Rothschild), dass künftig der gesamte Wein auf dem Schloss selbst abgefüllt werden sollte. Erst in den 1960er Jahren setzte sich diese Praxis unter den Spitzengütern allgemein durch.
Im weltweiten Aufschwung nach dem Zweiten Weltkrieg konnte sich Bordeaux aus der Krise befreien. Der Qualitätsweinbau profitierte nicht nur von der steigenden Nachfrage nach den Spitzengewächsen, sondern auch von der neu entstandenen Önologie, der Wissenschaft vom Wein, die maßgeblich an der Universität Bordeaux entwickelt wurde und heute an der Université Bordeaux II weiterentwickelt wird. Der bordelaiser Weinbau errang damit weltweit eine Vorbildfunktion. Mit zunehmender Technisierung änderte sich, wenngleich behutsam, allmählich auch der Weinstil. 1970 markierte als letzter klassischer Bordeaux-Jahrgang einen Wendepunkt. In den 1970er Jahren wurden viele zu tanninreiche Weine erzeugt, die sich später nicht harmonisch entwickelten. Diese weniger guten Jahrgänge von 1971 bis 1974 werden daher häufig – insbesondere in der amerikanischen Weinszene – auch als Vietnam-Jahre bezeichnet. Dies nimmt Bezug auf den Abzug der amerikanischen Truppen. In den 1980er Jahren ging dann die Tendenz unter dem Einfluss von Önologen wie Michel Rolland und Kritikern wie Robert Parker zu fruchtigeren, vollmundigeren Weinen.
Dieses Jahrzehnt mit seiner sonst seltenen Folge vieler guter Jahrgänge fachte das weltweite Interesse an Bordeaux weiter an. Große Aktiengesellschaften erwarben Châteaus im Médoc und ermöglichten so die zum Teil extravagante Erneuerung der Einrichtungen. Beispiele hierfür sind Axa (Château Pichon-Longueville-Baron), Alcatel (Château Gruaud-Larose) und Chanel (Château Rausan-Ségla). Wie im 19. Jahrhundert streben die reichsten Franzosen wieder nach dem Prestige, eines der führenden Châteaus zu besitzen: 1993 erwarb der Milliardär François Pinault das Château Latour, und 1996 konnte Bernard Arnault nach langem Tauziehen das Château d’Yquem seiner LVMH-Gruppe einverleiben. 1998 tat sich Arnault dann mit dem Belgier Albert Frère zusammen, um für die Rekordsumme von 131 Millionen Euro das Château Cheval Blanc zu erwerben. Der gemeinsame Besitz in Saint-Émilion wurde in den folgenden Jahren noch um die Châteaus La Tour du Pin Figeac und Quinault L’Enclos erweitert.
Die wachsende Nachfrage nach vollmundigeren Tropfen kam den Weinen des Libournais entgegen, die sich erst nach dem Zweiten Weltkrieg von der Dominanz des Médoc emanzipieren konnten. Die erste Klassifikation der Gewächse von Saint-Émilion 1954 war dazu der Auftakt. In den 1980er Jahren zogen die Spitzenweine wie Château Pétrus und Château Ausone dann auch preislich auf und davon, später taten es ihnen Gewächse wie Château Pavie oder Garagenweine wie Château Le Pin und Château Valandraud nach. Diese Entwicklung spiegelt sich auch in den Bodenpreisen wider: Der Wert eines Hektars Rebland in Pomerol stieg in den 1990er Jahren um über 150 %, damit lag er 2001 mehr als doppelt so hoch wie in den kommunalen Appellationen des Médoc.

### Heutige Situation
Zu Beginn des 21. Jahrhunderts charakterisiert eine starke Polarisierung die Situation in Bordeaux. Während die Preise der Spitzenweine beim vielversprechenden 2005er historische Rekordniveaus erreichen dürften, sind die Notierungen für Fasswein der AOC Bordeaux im freien Fall. Der vom Syndicat des Bordeaux festgelegte Mindestpreis von 1000 Euro pro Tonneau (900 Liter) 2005er Bordeaux ist am Markt nicht mehr durchzusetzen. Dies liegt zum einen an der stetig sinkenden nationalen Nachfrage nach einfachen AOC-Weinen, zum anderen aber auch an der harten Konkurrenz auf den internationalen Märkten. Länder wie Argentinien, Chile, Südafrika und Australien, die auch mit dem Bordeaux-Rebsortenprofil arbeiten, haben in den letzten Jahren ihre Produktion massiv erhöht. Von der 7 Mio. hl großen Ernte des Jahrgangs 2004 konnte der Markt nur 5,5 Mio. hl aufnehmen. Der Export von Bordeaux-Weinen fiel im Jahr 2005 um drei Prozent auf 1,72 Mio. hl. In Deutschland sank der Absatz von Bordeaux-Weinen von rund 500.000 hl im Jahr 2000 auf 316.000 hl im Jahr 2005.
Ein kurzfristiger Ausweg ist die Destillation: Im Bordelais wurden 2005 1,5 Millionen Hektoliter Wein mit Hilfe von EU-Subventionen zu Industriealkohol verarbeitet, weil sie unverkäuflich waren. 2006 plant das Syndicat, zum ersten Mal zur Finanzierung einer weiteren Destillation einen Kredit von 15 Millionen Euro aufzunehmen. Auf mittlere Sicht erscheint eine Reduzierung der Anbaufläche unausweichlich. Seit Beginn der 1980er Jahre war sie von 90.000 auf 120.000 Hektar angewachsen, wobei der Zuwachs per saldo ausschließlich den roten Rebsorten zugutekam. Die vorgeschlagene Einführung eines Landweines Vin de Pays de la Gironde würde aufgrund der erlaubten höheren Hektarerträge zwar die Produktionskosten senken, das Problem der Überproduktion aber eher noch verschärfen. Der erste Aktionsplan stieß allerdings auf wenig Resonanz: Statt der geplanten 10.000 wurden 2006 gerade einmal 2.850 Hektar Rebfläche stillgelegt.
In der Summe ging es 2006 wieder leicht aufwärts im Bordelais. Die Produktion war 2005 auf 5,9 Mio. Hektoliter gesunken, was die Preise zu stabilisieren half. Der Gesamtabsatz stieg um sieben Prozent auf 3,23 Mrd. €, vor allem dank des Exportes in die Vereinigten Staaten und nach Asien. Dennoch bleiben viele Weingüter hoch verschuldet und stehen teils auf Druck der Banken zum Verkauf. Dies betrifft auch Châteaus in angesehenen kommunalen Appellationen, deren Produktionskosten nicht wesentlich unter denen der führenden Güter liegen. Als Grund für das Verkaufen wird teils auch die hohe Erbschaftssteuer in Frankreich benannt.
Die „Top 100“ des Bordelais, die Grands Crus und ihnen gleichgestellte Châteaus, brauchen sich ohnehin keine Sorgen zu machen. Die weltweite, spekulativ angeheizte Nachfrage nach bekannten Namen und hohen Parker-Punktzahlen erlaubte es ihnen, ihren 2005er nur an diejenigen Negociants zu verkaufen, die sich zugleich zur Abnahme der nachfolgenden Jahrgänge zu vom Château festgelegten Konditionen verpflichten. Mit dem Jahrgang 2005 stießen die Endabnehmerpreise für Premier Crus des Médoc an die Schwelle von 500 Euro.
Die Folgen dieser Politik dürften sich an den nachfolgenden Jahrgängen zeigen. Die Preise für den keinesfalls hochklassigen 2006er sind nach der Verdoppelung im Vorjahr nur um 10–15 % gesunken. Für den mittelmäßigen 2007er wurden die Preise weiter zurückgenommen, finden sich aber noch immer weit oberhalb der für den 2004er verlangten. Dem zur Abnahme gezwungenen Handel drohen auf diesem Niveau riesige unverkäufliche Bestände, deren Abgabe sich ähnlich wie beim gleichfalls überteuerten 1997er über Jahre hinziehen wird. Die Situation wird keinesfalls besser durch den neuen „Jahrhundertjahrgang“ 2009, der das gesamte Interesse auf sich zieht.
Als Reaktion auf den Klimawandel hat sich der Verband der Bordeauxweine (CIVB) 2021 dazu entschieden sechs neue Rebsorten für die Rotweinproduktion zuzulassen. Damit soll auch in Zukunft, trotz höherer Temperaturen und längeren Hitzewellen, gewährleistet werden, dass sich der Stil des Bordeauxweins nicht verändert. Bei den roten Rebsorten handelt es sich um Arinarnoa, Castets, Marselan und Touriga Nacional, bei den weißen sind es Alvarinho und Liliorila.
Um den Preisverfall durch Überproduktion zu bremsen, haben sich das Ministerium für Landwirtschaft und Ernährungssouveränität der Verband der Bordeauxweine (CIVB) 2023 entschieden, 57 Millionen Euro zur Verfügung zu stellen, um die Rodung von 9500 Hektar Rebfläche mit mindestens 6000 Euro pro gerodetem Hektar zu subventionieren. Eine Option auf weitere 2000 Hektar wird über eine Partnerschaft mit der Forstgenossenschaft Alliance Forêts Bois zur ökologischen Transformation angeboten.
Mit den 2020er Jahren verschärfte sich die Krise des Weinanbaus im Bordeaux. Die Ursachen sind vielfältig. Als der Export nach China ab ca. 2000 stark zunahm, weitete man die Anbaufläche massiv aus. Ab 2017 brachen die Ausfuhren nach China wieder ein. Der Geschmack der europäischen und amerikanischen Weintrinker änderte sich: Statt schwerer und aromatischer Rotweine bevorzugen sie heute leichte Weiß- und Roséweine. Viele Winzer haben auch den Trend zum Biowein verpasst, sie arbeiteten weiter mit Pflanzenschutzmitteln. Neben den Prämien zum Stilllegen von Anbauflächen kauft der Staat Wein auf, um daraus Industriealkohol zu destillieren.